# Reggenza di Bondowoso
La reggenza di Bondowoso (in indonesiano: Kabupaten Bondowoso) è una reggenza dell'Indonesia, situata nella provincia di Giava Orientale.